# خايمي فرياس
خايمي فرياس (بالإنجليزية: Jaime Frías)‏ هو لاعب كرة قدم أمريكي، ولد في 18 فبراير 1993 في لوس أنجلوس في الولايات المتحدة. لعب مع إندي إليفن ونادي شيفاز يو إس أي ونادي غوادالاخارا.

## وصلات خارجية
- خايمي فرياس على موقع الدوري الأمريكي (الإنجليزية)
- خايمي فرياس على موقع قاعدة بيانات كرة القدم.إي يو (الإنجليزية)